# Paul Coutant
René Paul Henri Coutant est un homme politique français né le 14 avril 1868 à Fère-Champenoise (Marne) et mort le 10 janvier 1921 en son domicile dans le 16e arrondissement de Paris.

## Biographie
Il faisait ses études de droit à Paris, il devint docteur en droit, puis avocat à la Cour d'Appel de Paris. Il devint député de la Marne de 1902 à 1906 pour la circonscription d'Epernay, inscrit au groupe des Républicains nationalistes, et de 1919 à 1921, inscrit aux Républicains de gauche. 
Il se retirait de 1911 à 1918 à Berck-sur-Mer pour se soigner. Il était fier de son parler ferton et champenois.

## Sources
- « Paul Coutant », dans le Dictionnaire des parlementaires français (1889-1940), sous la direction de Jean Jolly, PUF, 1960 [détail de l’édition]
- Almanach Matot-Braine des trois départements de la Marne, de l'Aisne et des Ardennes historique, littéraire, administratif, commercial fondé en 1858..., Reims, 1922-1923, p410.
- Ressource relative à la vie publique :   - Base Sycomore